# Sigmund Knoch
Sigmund Knoch (* 30. Juni 1881 in Gunzenhausen, Bezirksamt Gunzenhausen; † 20. Januar 1945 in Lenggries) war ein deutscher Verwaltungsjurist, Bezirksamtmann und bayerischer Vertreter beim Reichskommissar für die besetzten Rheinischen Gebiete.

## Leben
Nach dem Abitur studierte Sigmund Knoch Rechtswissenschaften an der Ludwig-Maximilians-Universität München, der Universität Lausanne und der Julius-Maximilians-Universität Würzburg, wo er am 21. Juli 1904 die Erste Juristische Prüfung ablegte. Es folgte der dreijährige Vorbereitungsdienst (Referendariat), der ihn zum Amtsgericht Miesbach, Landgericht Traunstein, Landgericht Berlin II und zum Bezirksamt Miesbach führte. 1907 folgte das Große juristische Staatsexamen mit anschließender Tätigkeit im Bezirksamt Miesbach und außerordentlichem Geschäftsurlaub zum Besuch des Kölner Herbstkurses für rechts- und staatswissenschaftliche Fortbildung bzw. Instruktionsreise nach Lothringen und ins Saarrevier. Bevor er zum 1. Oktober 1912 Assessor beim Bezirksamt Laufen wurde, war er als Praktikant bzw. Akzessist bei der Regierung von Oberbayern eingesetzt. Von August bis Dezember 1914 als Aushilfe zum Bezirksamt Berchtesgaden abgeordnet, war er vom 29. Dezember 1914 an bei der deutschen Zivilverwaltung in Belgien und dort bei der Zentralverwaltung in Brüssel in der landwirtschaftlichen Abteilung tätig. Im Oktober 1917 wurden ihm für die Zeit der Verwendung bei der Zivilverwaltung Rang und Titel eines Bezirksamtmanns verliehen. Zum 1. Dezember 1918 wurde er wegen seiner hervorragenden Französischkenntnisse bei der Regierung der Pfalz als Kontaktmann des bayerischen Außenministeriums zu den Besatzungstruppen eingesetzt. Vom 1. September 1919 an war er zugleich bayerischer Vertreter beim Reichskommissar für die besetzten Gebiete, bis die Rheinlandkommission den Reichskommissar suspendierte. 1920 lehnte er die angebotene Stelle als  Vortragender Rat im Auswärtigen Amt bzw. als Referent im Reichsministerium des Innern ab, da er sich nicht von der Pfalz trennen wollte. Zum  1. März 1921 wurde er für die Dauer seiner Verwendung als politischer Referent bei der Regierung der Pfalz zum Regierungsrat mit Titel und Rang eines Gesandtschaftsrates ernannt.
1923 aus dem besetzten Gebiet ausgewiesen, hatte er seinen Dienstsitz in Heidelberg und war von dort aus für die Pfalz tätig. 1926 kam er zum Reichskommissar für die besetzten Rheinischen Gebiete in Koblenz, dessen Behörde wieder errichtet und bereits 1930 wieder aufgelöst worden war. Weil eine Weiterverwendung im Reichsdienst und auch eine Wiederanstellung in den bayerischen Staatsdienst nicht möglich waren, bewarb er sich im Januar 1931 auf Vorschlag des Auswärtigen Amtes um die Stelle des Chefs des Inneren Dienstes im Sekretariat des Völkerbunds in Genf. Da diese Bewerbung erfolglos blieb, wurde Knoch zum 1. Juni 1932 im Staatsministerium des Äußern in der Abteilung Wirtschaft und Arbeit eingestellt. Zum 1. April 1933 zum Oberregierungsrat befördert, war er als Nachfolger des Staatskommissars Heinrich Jolas vorgesehen. NSDAP-Gauleiter Josef Bürckel verhinderte die Personalie. Nach kurzer Tätigkeit in der Staatskanzlei wurde Knoch am 17. Juni 1933 in den einstweiligen Ruhestand versetzt. Zum Jahresbeginn 1934 wurde die Versetzung in den Ruhestand definitiv ausgesprochen.